# Kévin Monnet-Paquet
Kévin Monnet-Paquet (Bourgoin-Jallieu, 19 agosto 1988) è un ex calciatore francese, di ruolo attaccante.

## Carriera

### Club
Kévin Monnet-Paquet, soprannominato "KMP", si è formato al Lens e ha debuttato in Ligue 1 il 19 agosto 2006, entrando al 78º minuto al posto di Jonathan Lacourt contro il Lorient. Alla fine dell'estate del 2007, rifiuta di essere prestato al Boulogne (in Ligue 2), preferendo sperare di entrare gradualmente nei piani del suo allenatore al Lens. Ha segnato il suo primo goal da professionista nella partita vinta per 2-1 contro il Valenciennes FC il 23 gennaio 2008 allo Stade Nungesser. Alla fine della stagione la squadra retrocede in seconda divisione. Il 26 settembre 2009 prolunga il suo contratto per altri quattro anni fino al 2013. Nella sessione invernale successiva molte squadre europee, compresa la Fiorentina, si interessano al giocatore.
Il 30 agosto 2010 si trasferisce al Lorient con la formula del prestito con diritto di riscatto. Riscattato l'anno dopo, a partire dalla stagione 2011-12 diventa titolare fisso sulla fascia sinistra del club bretone, totalizzando 137 presenze complessive in Ligue 1.
Dopo quattro stagioni al Lorient, il 23 giugno 2014 firma un quadriennale col Saint-Étienne. Il 17 agosto seguente segna il suo primo gol con i Verts, nella partita vinta 3-1 contro il Reims, mentre dieci giorni dopo centra la sua prima marcatura in competizioni UEFA contro il Karabükspor in Europa League. L'11 luglio 2018 rinnova il contratto fino al 2021, mentre nel febbraio del 2019, nel corso di un incontro contro il Paris Saint-Germain è vittima della rottura del legamento crociato anteriore.

### Nazionale
Nel 2007 partecipa al campionato europeo Under 19 in Austria, rivelandosi capocannoniere della competizione. Si rende protagonista nella rassegna in particolare per la tripletta nella partita vinta 5-2 contro la Serbia.

## Statistiche

### Presenze e reti nei club
Statistiche aggiornate al termine della carriera.
| Stagione             | Squadra              | Campionato           | Campionato | Campionato | Coppe nazionali | Coppe nazionali | Coppe nazionali | Coppe continentali | Coppe continentali | Coppe continentali | Altre coppe | Altre coppe | Altre coppe | Totale | Totale |
| Stagione             | Squadra              | Comp                 | Pres       | Reti       | Comp            | Pres            | Reti            | Comp               | Pres               | Reti               | Comp        | Pres        | Reti        | Pres   | Reti   |
| -------------------- | -------------------- | -------------------- | ---------- | ---------- | --------------- | --------------- | --------------- | ------------------ | ------------------ | ------------------ | ----------- | ----------- | ----------- | ------ | ------ |
| 2006-2007            | Lens                 | L1                   | 4          | 0          | CF+CdL          | 0+0             | 0               | -                  | -                  | -                  | -           | -           | -           | 4      | 0      |
| 2007-2008            | Lens                 | L1                   | 18         | 2          | CF+CdL          | 0+0             | 0               | -                  | -                  | -                  | -           | -           | -           | 18     | 2      |
| 2008-2009            | Lens                 | L2                   | 35         | 7          | CF+CdL          | 2+0             | 0               | -                  | -                  | -                  | -           | -           | -           | 37     | 7      |
| 2009-2010            | Lens                 | L1                   | 32         | 4          | CF+CdL          | 2+2             | 0               | -                  | -                  | -                  | -           | -           | -           | 36     | 4      |
| 2010-gen. 2011       | Lens                 | L1                   | 3          | 0          | CF+CdL          | 0+0             | 0               | -                  | -                  | -                  | -           | -           | -           | 3      | 0      |
| Totale Lens          | Totale Lens          | Totale Lens          | 92         | 13         |                 | 6               | 0               |                    | -                  | -                  |             | -           | -           | 98     | 13     |
| gen.-giu. 2011       | Lorient              | L1                   | 31         | 0          | CF+CdL          | 3+2             | 0               | -                  | -                  | -                  | -           | -           | -           | 36     | 0      |
| 2011-2012            | Lorient              | L1                   | 35         | 6          | CF+CdL          | 1+4             | 0+1             | -                  | -                  | -                  | -           | -           | -           | 40     | 7      |
| 2012-2013            | Lorient              | L1                   | 35         | 6          | CF+CdL          | 5+1             | 0               | -                  | -                  | -                  | -           | -           | -           | 41     | 6      |
| 2013-2014            | Lorient              | L1                   | 36         | 4          | CF+CdL          | 1+1             | 0               | -                  | -                  | -                  | -           | -           | -           | 38     | 4      |
| Totale Lorient       | Totale Lorient       | Totale Lorient       | 137        | 16         |                 | 18              | 1               |                    | -                  | -                  |             | -           | -           | 155    | 17     |
| 2014-2015            | Saint-Étienne        | L1                   | 30         | 2          | CF+CdL          | 4+2             | 2+0             | UEL                | 7                  | 1                  | -           | -           | -           | 43     | 5      |
| 2015-2016            | Saint-Étienne        | L1                   | 31         | 2          | CF+CdL          | 1+0             | 0               | UEL                | 11                 | 3                  | -           | -           | -           | 43     | 5      |
| 2016-2017            | Saint-Étienne        | L1                   | 34         | 4          | CF+CdL          | 2+1             | 0               | UEL                | 11                 | 1                  | -           | -           | -           | 48     | 5      |
| 2017-2018            | Saint-Étienne        | L1                   | 30         | 2          | CF+CdL          | 0+1             | 0               | -                  | -                  | -                  | -           | -           | -           | 31     | 2      |
| 2018-2019            | Saint-Étienne        | L1                   | 23         | 1          | CF+CdL          | 2+1             | 1+0             | -                  | -                  | -                  | -           | -           | -           | 26     | 2      |
| 2019-2020            | Saint-Étienne        | L1                   | 0          | 0          | CF+CdL          | 0+0             | 0               | UEL                | 0                  | 0                  | -           | -           | -           | 0      | 0      |
| 2020-2021            | Saint-Étienne        | L1                   | 16         | 0          | CF              | 1               | 0               | -                  | -                  | -                  | -           | -           | -           | 17     | 0      |
| Totale Saint-Étienne | Totale Saint-Étienne | Totale Saint-Étienne | 164        | 11         |                 | 15              | 3               |                    | 29                 | 5                  |             | -           | -           | 208    | 19     |
| 2021-2022            | Arīs Limassol        | AK                   | 16         | 3          | KK              | 0               | 0               | -                  | -                  | -                  | -           | -           | -           | 16     | 3      |
| 2022-2023            | Arīs Limassol        | AK                   | 4          | 0          | KK              | 1               | 0               | -                  | -                  | -                  | -           | -           | -           | 5      | 0      |
| Totale Aris          | Totale Aris          | Totale Aris          | 20         | 3          |                 | 1               | 0               |                    | -                  | -                  |             | -           | -           | 21     | 3      |
| Totale carriera      | Totale carriera      | Totale carriera      | 413        | 43         |                 | 40              | 14              |                    | 29                 | 5                  |             | -           | -           | 482    | 52     |

## Palmarès

### Club

#### Competizioni nazionali
- Ligue 2: 1

Lens: 2008-2009
- Campionato cipriota: 1

Aris Limassol: 2022-2023

### Individuale
- Capocannoniere degli Europei di calcio under-19: 1

Austria 2007 (3 gol)